# Вечер

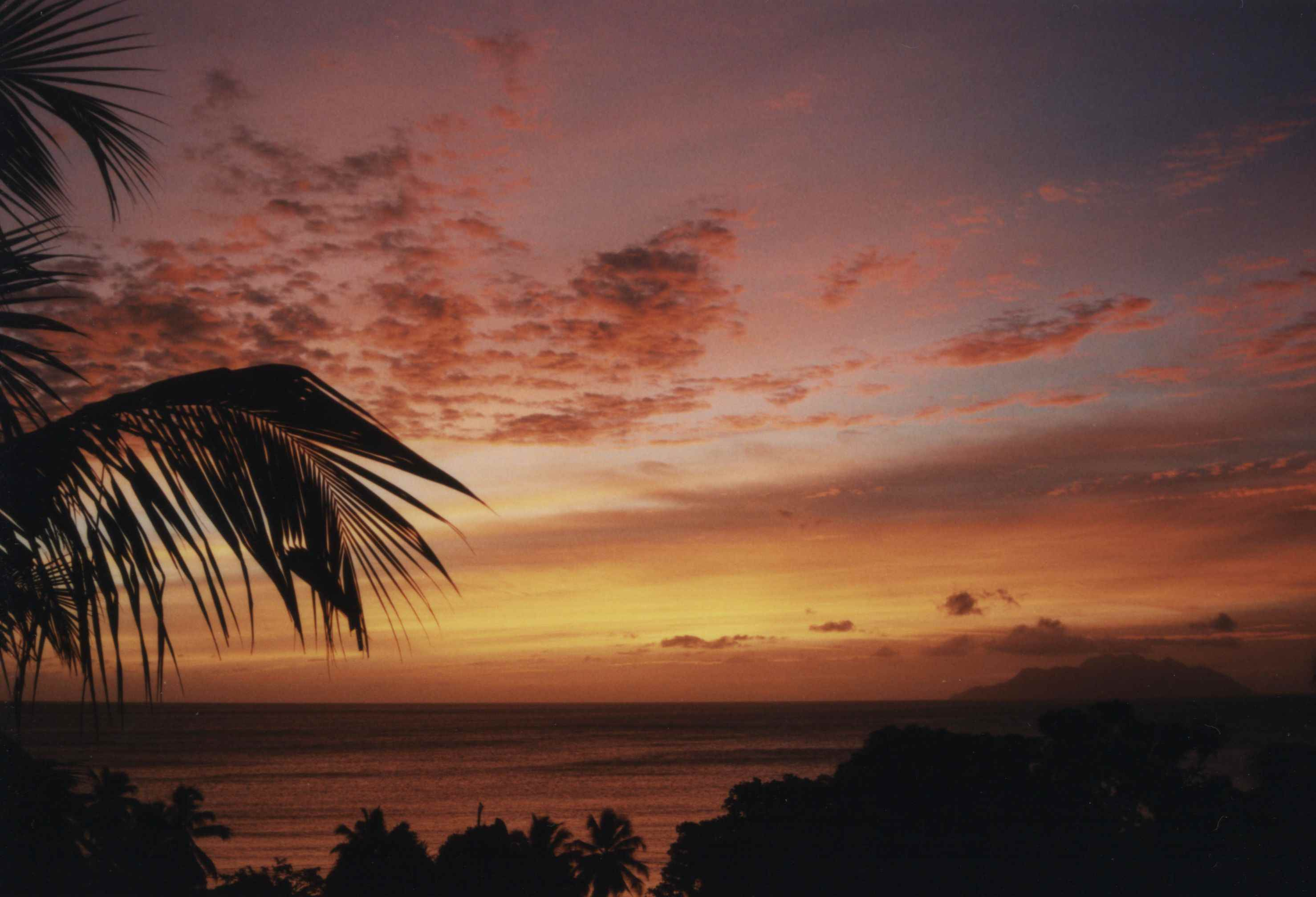
Вечер на Сейшельских островах

Ве́чер — время суток, следующее за днём и предшествующее ночи. Иногда его начало связывают с достижением Солнцем горизонта и началом сумерек, однако в зависимости от времени года это случается в разное время.
В русском языке строгого определения временных рамок вечера нет.

## Временные рамки
Согласно толковому словарю В. И. Даля: «обычно вечер считают с 6 или 7 часов пополудни до полуночи», то есть с 18:00 или 19:00 до 0:00 по местному солнечному времени.
В России слово «вечер» применялось для уточнения времени суток в 12-часовом формате, но нет сведений о законодательно установленных границах этого интервала. Так, в расписаниях движения пассажирских поездов 1921 года указаны часы отхода из Москвы (приведены крайние значения для вечерних поездов, формат указания времени сохранён): от «6—00 в.» до «11—40 в.», то есть от 18:00 до 23:40.
В постановлении Временного правительства и в декретах советской власти периода 1917—1921 годов встречаются словосочетания как «11 часов вечера», так и «11 часов ночи».
Применительно ко времени суток с 11:00 до 18:00 современный русский деловой этикет рекомендует говорить «добрый день», а позднее — «добрый вечер», однако в зимних условиях иногда «добрый вечер» уместно говорить с наступлением темноты.
Трапеза, принимаемая вечером, называется ужином. Так как к вечеру у большинства людей заканчивается рабочий день, вечер для многих является периодом отдыха и свободного времени. Вечер является наиболее ценным временем для телевещания, так как в это время перед телевизором находится самое большое количество зрителей. Как правило, вечер является тем временем суток, на которое намечается проведение банкетов, празднеств и вечеринок, в которое проводятся театральные представления и прочее. По этой причине празднества, встречи, банкеты называются также словом «вечер».

## «Пять часов вечера» в художественной литературе
| Автор, произведение                                 | Цитата |
| --------------------------------------------------- | --- |
| Аксаков С. Т., «История моего знакомства с Гоголем» | «Вместо пяти часов вечера мы приехали в Торжок в три часа утра». |
| Андреев Л. Н., «Мысль», 1902                        | «Чугунное пресс-папье стояло на своем месте, когда одиннадцатого декабря, в пять часов вечера, я вошёл в кабинет к Алексею». |
| Гейнце Н. Э., «В тине адвокатуры», 1884             | «Чтобы был у меня в пять часов вечера!» |
| Куприн А. И., «Как я был актёром», 1903             | «В пять часов вечера я садился в поезд. В кармане у меня, кроме билета до Москвы, было не более семидесяти рублей, но я чувствовал себя Цезарем». |
| Лесков Н. С., «Смех и горе», 1871                   | «Как же-с, — говорит, — приходили: они и утром два раза приходили, и в пять часов вечера были, и сейчас опять только вышли, и снова обещали часов в одиннадцать быть». |
| Мамин-Сибиряк Д. Н., «Дикое счастье», 1884          | «А между тем у Гордея Евстратыча из этого заурядного проявления вседневной жизни составлялась настоящая церемония: во-первых, девка Маланья была обязана подавать самовар из секунды в секунду в известное время — утром в шесть часов и вечером в пять…»                                                                      |
| Писемский А. Ф., «Масоны», 1880                     | «В избранный для венчания день Егор Егорыч послал Антипа Ильича к священнику, состоящему у него на руге (Кузьмищево, как мы знаем, было село), сказать, что он будет венчаться с Сусанной Николаевной в пять часов вечера, а затем все, то есть жених и невеста, а также gnadige Frau и доктор, отправились в церковь пешком…» |